# Albert Hedderich
Albert Hedderich (Mainz, 11 december 1957) is een West-Duits voormalig roeier. Tijdens de wereldkampioenschappen roeien 1978 maakte Hedderich zijn debuut in de dubbel-vier met een bronzen medaille. Een jaar late behaalde Hedderich de zilveren medaille bij de wereldkampioenschappen roeien 1979, deze prestatie evenaarde Hedderich drie jaar later. Op de wereldkampioenschappen roeien 1983 werd Hedderich wereldkampioen in de dubbel-vier. Bij de Olympische Zomerspelen 1984 won Hedderich de gouden medaille in de dubbel-vier.

## Resultaten
- Wereldkampioenschappen roeien 1978 in Cambridge  in de dubbel-vier
- Wereldkampioenschappen roeien 1979 in Bled  in de dubbel-vier
- Wereldkampioenschappen roeien 1981 in München 4e in de dubbel-vier
- Wereldkampioenschappen roeien 1982 in Luzern  in de dubbel-vier
- Wereldkampioenschappen roeien 1983 in Duisburg  in de dubbel-vier
- Olympische Zomerspelen 1984 in Los Angeles  in de dubbel-vier

1976: Wolfgang Güldenpfennig & Rüdiger Reiche & Karl-Heinz Bußert & Michael Wolfgramm ·
1980: Frank Dundr & Carsten Bunk & Uwe Heppner & Martin Winter ·
1984: Albert Hedderich & Raimund Hörmann & Dieter Wiedenmann & Michael Dürsch ·
1988: Agostino Abbagnale & Davide Tizzano & Gianluca Farina & Piero Poli ·
1992: André Willms & Hajek & Steinbach & Stephan Volkert] ·
1996: André Steiner & Stephan Volkert & Andreas Hajek & André Willms ·
2000: Agostino Abbagnale & Alessio Sartori & Rossano Galtarossa & Simone Raineri ·
2004: Nikolai Spinev & Igor Kravtsov & Aleksei Svirin & Sergej Fedorovstev ·
2008: Michał Jeliński & Marek Kolbowicz & Adam Korol & Konrad Wasielewski ·
2012: Karl Schulze & Philipp Wende & Lauritz Schoof & Tim Grohmann ·
2016: Karl Schulze & Philipp Wende & Lauritz Schoof & Hans Gruhne ·
2020: Dirk Uittenbogaard & Abe Wiersma & Tone Wieten & Koen Metsemakers ·
2024: Koen Metsemakers & Tone Wieten & Finn Florijn & Lennart van Lierop